# Шамары (Свердловская область)
Шама́ры — посёлок в Шалинском районе Свердловской области России. Входит в Шалинский муниципальный округ. С 1945 по 2004 год имел статус рабочего посёлка (посёлка городского типа).
Ранее был центром Шамарского поссовета Шалинского района.

## Название
Шамары — слово из вогульского (мансийского) языка, означающее «тёмное место». Название пошло от многочисленных холмов, окружающих посёлок. 

## Географическое положение
Шамары расположены в 33-х километрах к западу-северу-западу от посёлка Шаля (по дорогам в 36-ти километрах), в лесной местности, на левом берегу реки Сылвы, в устье её левого притока — реки Вогулки. В посёлке расположена станция Шамары Свердловской железной дороги (участок Пермь — Екатеринбург Транссибирской магистрали).

## История посёлка
Основан в июле 1908 года при строительстве железной дороги Пермь — Екатеринбург.
В XIX веке основным занятием жителей было выжигание древесного угля, заготовка строевого леса, также сбивали плоты и весной по большой воде сплавляли их в Кунгур на лесозавод. 
В 1930-е годы была  организована массовая заготовка древесины. Шамарский леспромхоз (ОАО «Шамаралес») — крупнейший поставщик железнодорожных шпал. 
В 1941 году в посёлке была открыта гидрометеостанция.
12 декабря 1945 года Шамары получили статус рабочего посёлка. С 2004 года Шамары — посёлок сельского типа.

## Население
| 1959 | 1970  | 1979  | 1989  | 2002  | 2010  | 2021  |
| ---- | ----- | ----- | ----- | ----- | ----- | ----- |
| 5648 | ↗6623 | ↘5908 | ↘4644 | ↘3665 | ↘3398 | ↘2419 |

## Русская православная церковь
1 июня 1916 года была заложена деревянная однопрестольная церковь, в том же 1916 году освящена в честь Казанской иконы Пресвятой Богородицы. Казанская церковь Шамарского миссионерского женского скита была закрыта в 1919 году и снесена.